# 孫中理
孫中理（?—?），贵州畢節人，清朝政治人物、同進士出身。
乾隆三十四年（1769年）己丑科進士，三甲三十五名。后事不详。